# Sommer-OL 1968
Sommer-OL 1968 i Mexico City, var også genstand for politiske markeringer. Sydafrika var ikke med da de øvrige afrikanske lande truede med boykot, hvis Sydafrika fik lov til at deltage. 
To amerikanske sprintere – Tommie Smith og John Carlos – stod på podiet i 200 m og viste stolt deres knyttede næve iklædt sorte handsker – symbolet på Black Power-bevægelsen hjemme i USA. De blev bortvist og sendt hjem. IOC udtalte sig om deres beslutning: "Det grundlæggende princip af den olympiske bevægelse er at politik slet ikke hører hjemme i OL. De amerikanske atleter brød princippet ved at reklamere for indenrigspolitiske synspunkter."
Det var de første olympiske sommerlege, hvor Vest- og Østtyskland havde hvert deres hold.
Men sportsmæssigt skete der også noget i Mexico. Mexico Citys højde på 2300 m over havet gjort livet hårdt for langdistanceløberne, men rekorder faldt i mange andre discipliner. 34 verdensrekorder og 38 olympiske rekorder blev sat i den tynde luft.
Man husker måske tydeligst amerikaneren Richard "Dick" Fosbury og hans "Fosbury Flop" – en ny teknik i højdespring, hvor springeren flyver over overliggeren på ryggen. Flopp'et revolutionerede disciplinen og erstattede mange andre teknikker.
Den mest imponerende rekord faldt i længdespring da Bob Beamon fra USA sprang 8,90 m. Han slog den tidligere rekord med hele 55 cm.
I trespring blev den olympiske rekord slået af syv forskellige springere og verdensrekorden blev slået fem gange.
OL i Mexico City så de første dopingtest i OL-regi.

## Boksning
Deltagerantallet i den olympiske bokseturnering var rekordstort med 315 deltagere fordelt på 65 nationer. Fra Danmark deltog Jørgen Hansen i weltervægt og Christian Larsen i let-mellemvægt (i den officielle rapport er Chrstian Larsen dog angivet som Niels Larsen). Ingen af de danske boksere opnåede dog medaljer. 
Den olympiske bokseturnering blev som ved Sommer-OL 1964 i Tokyo domineret af boksere fra USSR og Østeuropa. USSR opnåede tre guldmedaljer fulgt af Mexico og USA med to guldmedaljer hver. Olympisk mester i sværvægt blev den kun 19-årige George Foreman, der siden vandt det professionelle verdensmesterskab i sværvægt.

## Sejlsport
Sejlsportskonkurrencerne blev afholdt i Acapulco ved Mexicos stillehavskyst. 

## Medaljetabel
| Olympiske Sommerlege 1968 | Olympiske Sommerlege 1968 | Olympiske Sommerlege 1968 | Olympiske Sommerlege 1968 | Olympiske Sommerlege 1968 |       |
| ------------------------- | ------------------------- | ------------------------- | ------------------------- | ------------------------- | ----- |
| Nr.                       | Land                      | Guld                      | Sølv                      | Bronze                    | Total |
| 1.                        | USA                       | 45                        | 28                        | 34                        | 107   |
| 2.                        | Sovjetunionen             | 29                        | 32                        | 30                        | 91    |
| 3.                        | Japan                     | 11                        | 7                         | 7                         | 25    |
| 4.                        | Ungarn                    | 10                        | 10                        | 12                        | 32    |
| 5.                        | Østtyskland               | 9                         | 9                         | 7                         | 25    |
| 6.                        | Frankrig                  | 7                         | 3                         | 5                         | 15    |
| 7.                        | Tjekkoslovakiet           | 7                         | 2                         | 4                         | 13    |
| 8.                        | Vesttyskland              | 5                         | 11                        | 10                        | 26    |
| 9.                        | Australien                | 5                         | 7                         | 5                         | 15    |
| 10.                       | Storbritannien            | 5                         | 5                         | 3                         | 13    |

## Antal danske deltagere
- 68 mænd
- 4 kvinder

### Danske medaljetagere

#### Guld
- Gunnar Asmussen, Reno B. Olsen, Peder Pedersen, Per Lyngemark og Mogens Frey, (Cykling, 4 km holdløb)

#### Sølv
- Leif Mortensen, (Cykling, landevejsløb)
- Niels Fredborg, (Cykling, 1000 meter på tid)
- Mogens Frey (Cykling, individuel forfølgelsesløb)
- Aage Birch, Poul Richard Høj Jensen og Niels Peter Markussen, (Sejlsport, dragebåd)

#### Bronze
- Erik Rosendahl Hansen (Kajak, 1000 meter)
- Peter Fich Christiansen og Ib Ivan Larsen, (Rosport, toer uden styrmand)
- Jørn Krab, Harry Jørgensen og Preben Krab, (Rosport, to'er med styrmand)